# カイザー・フランツ・ヨーゼフ1世級防護巡洋艦
| カイザー・フランツ・ヨーゼフ1世級防護巡洋艦           | カイザー・フランツ・ヨーゼフ1世級防護巡洋艦 |
| ----------------------------------------------------- | --- |
| 艦尾から撮影された近代化改装後のフランツ・ヨーゼフ1世 | |
| 艦級概観                                              | |
| 艦種                                                  | 防護巡洋艦 |
| 艦名                                                  | 人名 |
| 前級                                                  | パンター級 |
| 次級                                                  | ツェンタ級 |
| 性能諸元                                              | |
| 排水量                                                | 常備：3,967トン 満載：4,494トン |
| 全長                                                  | 103.7m |
| 全幅                                                  | 14.75m |
| 吃水                                                  | 5.7m |
| 機関                                                  | 形式不明石炭専焼角缶4基 +横置型三段膨張三気筒レシプロ機関2基2軸推進 |
| 最大出力                                              | 8,450hp |
| 最大速力                                              | 19.17ノット（公試時：20ノット） |
| 航続距離                                              | 12ノット/2,600海里 |
| 燃料                                                  | 485トン（石炭） |
| 乗員                                                  | 484名 |
| 兵装                                                  | クルップ 24cm（35口径）単装砲2基 クルップ 15cm（35口径）単装砲6基 クルップ 7cm（15口径）単装砲2基 オチキス 4.7cm（44口径）単装機砲5基 オチキス 4.7cm（33口径）単装砲4基 オチキス 3.7cm（33口径）回転式機砲3基 45cm水中魚雷発射管単装4門 （1905年：シュコダ 15cm（40口径）単装砲2基 クルップ 15cm（35口径）単装砲6基 シュコダ 4.7cm（44口径）単装砲14基 シュコダ 4.7cm（33口径）単装砲2基 45cm水中魚雷発射管単装4門） |
| 装甲                                                  | 甲板：38mm 主砲カバー：40mm バーベット部：90mm 副砲：60mm（前盾）、40mm（側盾） 砲郭：57mm 司令塔：45～50mm（側盾） |

カイザー・フランツ・ヨーゼフ1世級防護巡洋艦 (SMS Kaiser Franz Joseph I class Kleiner Kreuzer) は､オーストリア＝ハンガリー帝国海軍が第一次大戦前に建造した防護巡洋艦の艦級である。

## 概要
本級は、アドリア海を挟んで対峙するイタリア海軍に対抗して建造された巡洋艦である。

## 艦形
船体形状は、外洋航行を考慮して比較的乾舷の高い平甲板型船体とした。艦首水線下には衝角が設けられ、水線部付近には魚雷発射管がある。
前後甲板に24cm単装主砲各1基が配置され、艦中央部に艦橋、棒檣構造の前後檣、2本の煙突が設けられた。煙突周囲は端艇甲板となっている。艦尾水線部付近にも45cm魚雷発射管1基が設置されている。
主砲はクルップ社製C/86 24cm（35口径）砲を採用した。この砲をフード付き露砲塔に収めた。15cm副砲は、単装砲架に装備され、前檣・後檣・2番煙突付近舷側の半円形の砲郭（ケースメイト）に配置し、片舷3基ずつ計6基を装備した。
竣工後の1906年に、旧式化した主砲を自国シュコダ社製15cm（40口径）砲に換装した。搭載型式と搭載数は同じである。

## 艦歴
カイザー・フランツ・ヨーゼフ1世

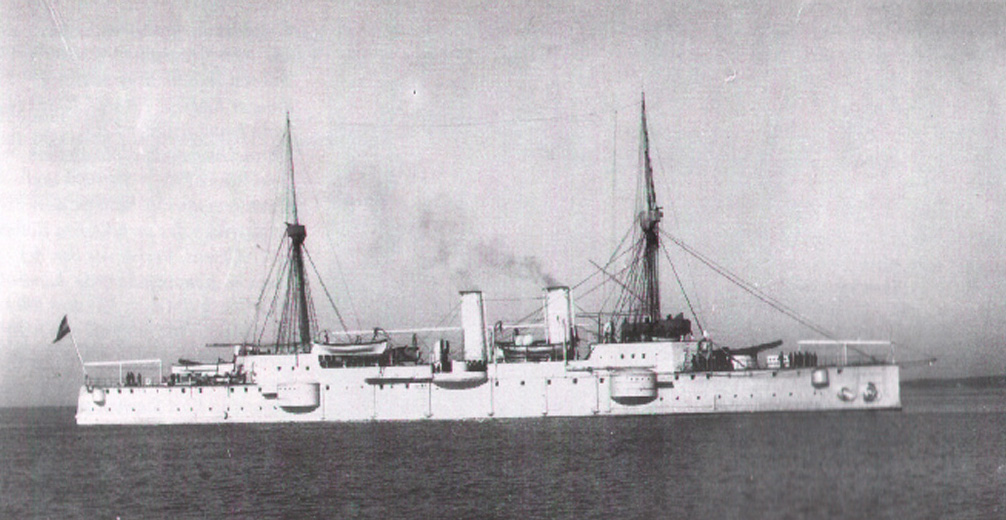
近代化改装前の2番艦カイゼリン・エリザベート。舷側の副砲のスポンソンのうちマストの両脇のものは外洋で波浪が吹き込むためにシャッターをつけて開口面積を減らしている。

本級の機関は竣工時には石炭専焼缶であったが、1914年に2隻とも石炭・重油混焼缶に改良して機関性能を向上させた。その後、1番艦カイザー・フランツ・ヨーゼフ1世は本国艦隊の第2巡洋艦戦隊に配備され、そのまま第一次大戦に参戦した。
開戦後の1914年9月9日と1916年1月9日に、カイザー・フランツ・ヨーゼフ1世はツェティニェのロヴチェン山（en:Lovćen）にあるモンテネグロ王国軍の敵陣地に艦砲射撃を加えた。1916年1月の砲撃は陸軍部隊の作戦と呼応して行われたもので、本艦のほか装甲巡洋艦カイザー･カール6世、戦艦ブダペストなどが参加した。この砲撃後に行われた陸軍部隊の進攻作戦により、カッタロに圧力を加えていたモンテネグロ王国は降伏し、オーストリア＝ハンガリー帝国海軍はカッタロを根拠地として安定的に使用することが可能となった。
この後、本艦はカッタロの警備任務に就き、1917年に武装を撤去された。敗戦後の本艦は連合国から賠償艦に指定され、フランスに割り当てられたが、回航の途中、悪天候のため1919年10月17日にカッタロ湾で強風の中座礁し、沈没した。1922年に船体の一部がオランダの業者により、残部は1967年にユーゴスラビアの業者により浮揚・解体処分された。
カイゼリン・エリザベート
2番艦カイゼリン・エリザベートは、主缶の換装後、青島に派遣された。第一次世界大戦の開戦時にも同地にあり、1914年8月25日に日本海軍に包囲された青島でドイツ軍と共に防衛に参加した。この時の青島にはドイツ東洋艦隊の残存艦であるブッサルト級コルモラン、航洋砲艦イティス、ジャガー、タイガー、ルクス、水雷艇S90があり、カイゼリン・エリザベートも日本艦隊に対する戦闘に参加した。 その後、カイゼリン・エリザベートの備砲の一部である15cm砲と4.7cm砲は取り外されて防衛線に配備された。しかし、同地の戦況は不利に推移し、日本軍による鹵獲を避けるため、ドイツ東洋艦隊の残存艦と同様に本艦も自沈処分とされた。

## 同型艦

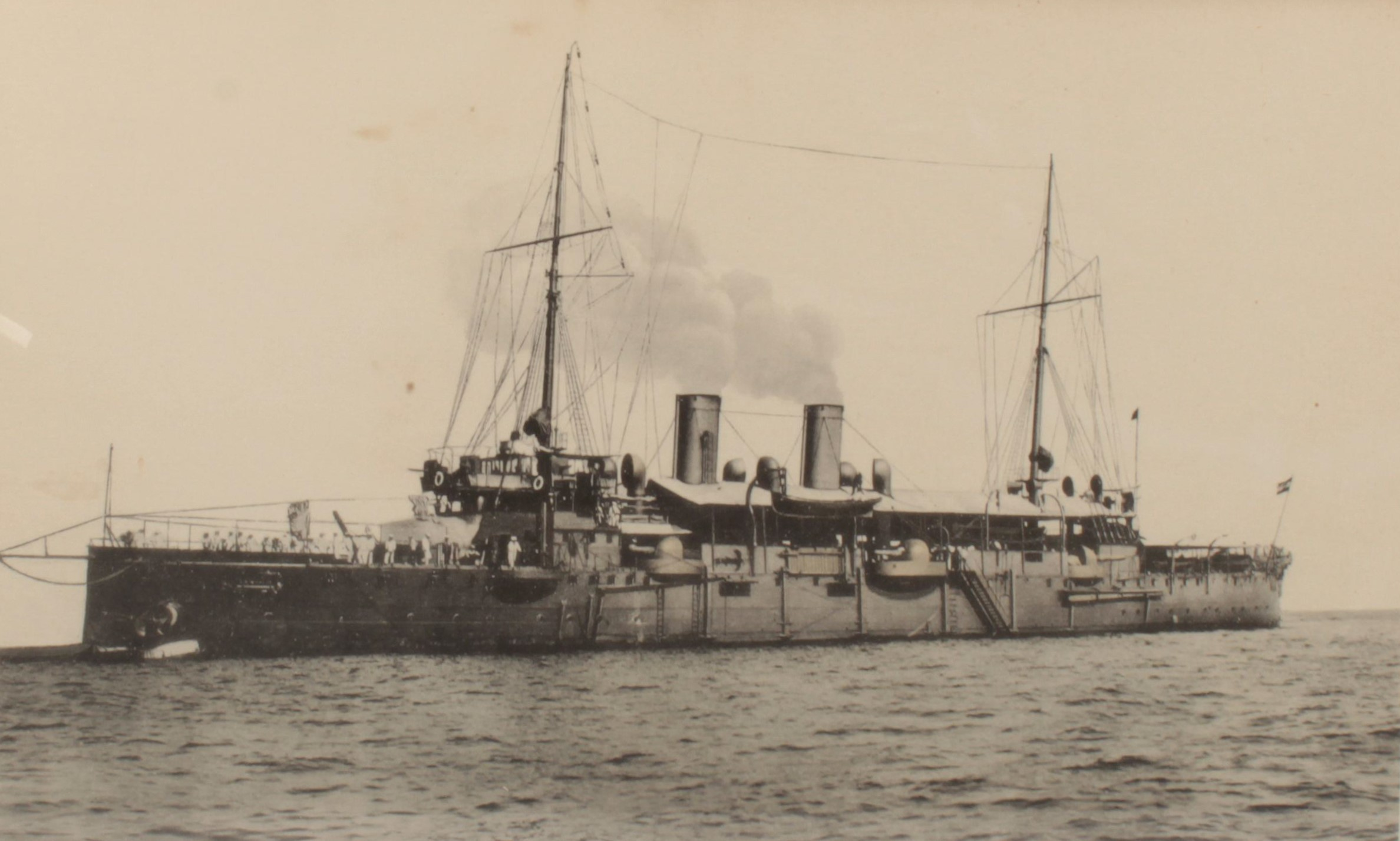
2番艦カイゼリン・エリザベート（1914年）

- カイザー・フランツ・ヨーゼフ1世（Kaiser Franz Joseph I）

1888年1月3日にSTT（スタビリメント・テクニコ・トリエスティノ）社サン・マルコ造船所（トリエステ）にて起工。1889年5月18日進水。1890年7月2日竣工。1906年近代化改装。1919年10月にフランスへの賠償艦に指定され、回航途中にカッタロにて座礁沈没。1922年浮揚後解体。
- カイゼリン・エリザベート（Kaiserin Elisabeth）

1888年7月にポーラ工廠にて起工。1890年9月25日進水。1892年1月24日竣工。1906年近代化改装。1914年11月2日に青島で自沈処分（青島の戦い）。